# Toyota Aurion
 (mars 2023).
Si vous disposez d'ouvrages ou d'articles de référence ou si vous connaissez des sites web de qualité traitant du thème abordé ici, merci de compléter l'article en donnant les références utiles à sa vérifiabilité et en les liant à la section « Notes et références ».

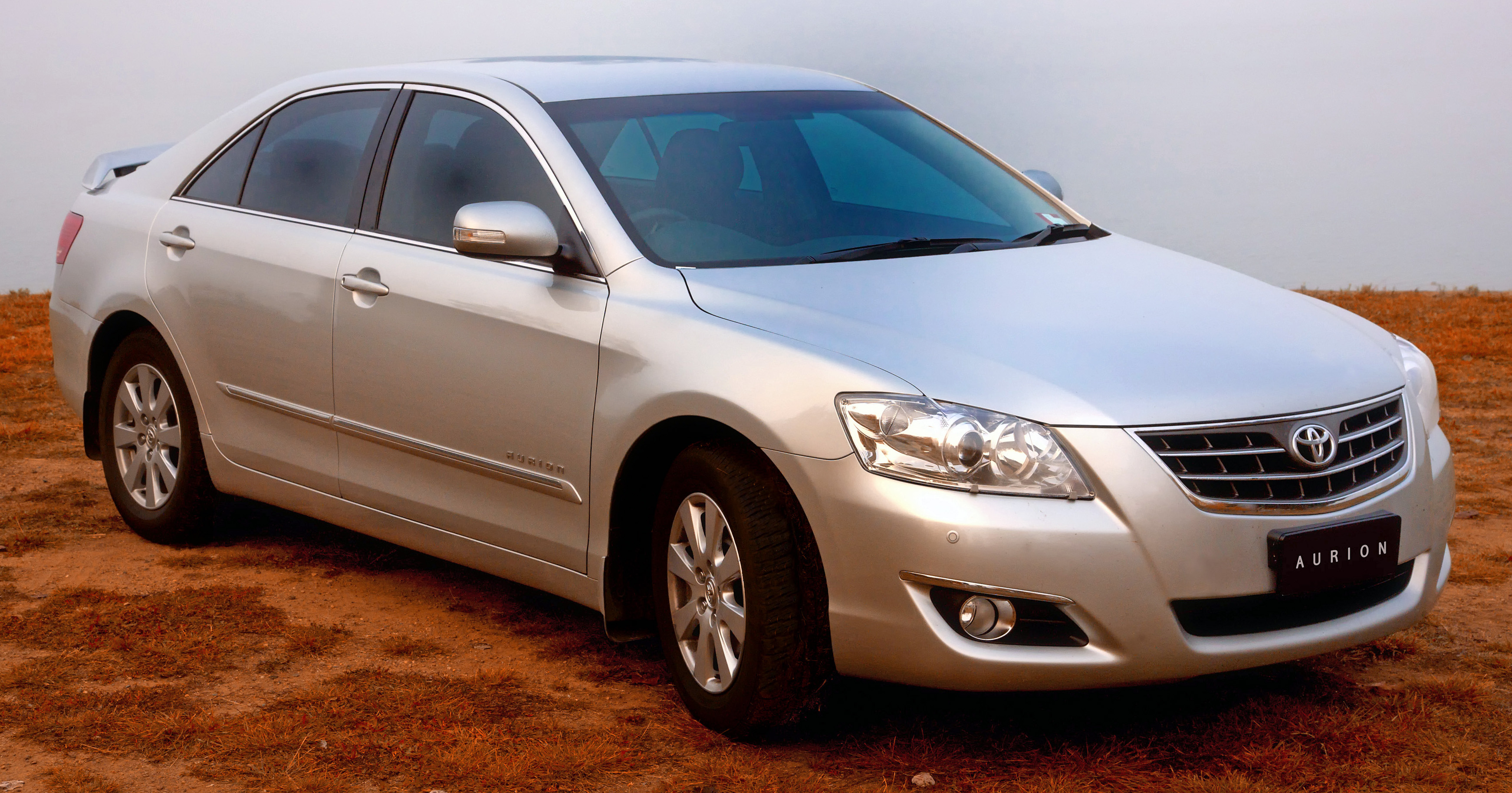
Toyota Aurion

La Toyota Aurion est une automobile de taille moyenne produite par Toyota en Australie et en Asie de 2006 à 2017. L'Aurion, compte tenu de sa désignation XV40 est essentiellement une Toyota Camry avec une face avant et arrière révisitée, ainsi que des changements intérieurs.